# Геологія Африки

### Геологія Африки

Майже всю територію Африки за винятком Атласької гірської системи на крайньому півніному заході Африки та Капської складчастої зони на півдні, займає докембрійська платформа. До недавнього геологічного часу (кінець крейди — олігоцен) Африканська (Африкано-Аравійська) платформа включала також Аравійський півострів і о. Мадагаскар, відділений сьогодні від основної частини платформи рифтовими зонами Суецької затоки, Червоного моря, Аденської затоки на північному сході та Мозамбіцької протоки на сході. Імовірно, що в ранньомезозойський і палеозойський час Африкано-Аравійська платформа становила частину суперконтиненту Гондвана.
Фундамент Африки складений метаморфічними товщами та гранітами докембрію. Глибоко метаморфізовані породи раннього докембрію складають три головні мегаблоки — Західний, Центральний і Південний, які розділені та облямовані пізньодокембрійськими складчастими поясами — Мавритано-Сенегальським, Лівійсько-Нігерійським, що проходить через Центральну Сахару (Ахаггар), Намібійсько-Угандійським і Аравійсько-Мозамбіцьким. Поза цими основними поясами вздовж Атлантичного узбережжя Екваторіальної і Південної Африки простягаються складчасті системи Західний Конголід і Намакваленда-Капід. Об'єднання ранньодокембрійських мегаблоків почалося в археї і завершилося в середині протерозою. Пізньодокембрійські складчасті пояси представлені осадовими й вулканогенними, малометаморфізованими породами. У деяких із них розвинуті виключно осадові утворення — кварцити, глинисті сланці, доломіти, тиліти і тилоїди, в інших — вулканіти і навіть офіоліти. У Намібійсько-Угандійському поясі активно виявилися епохи тектонічних деформацій на межі близько 1300 і 1000 млн років тому, які супроводжувалися гранітоутворенням. Пізньодокембрійські геосинклінальні пояси в цілому деформуються в кінці протерозою — на початку палеозою. Таким чином, повна консолідація підмурівка Африкано-Аравійської платформи завершилася на початку палеозою. Завершальна епоха тектонічної активності заторкнула мегаблоки, складені нижньодокембрійськими породами.
У ранньому й середньому палеозої північна половина платформи плавно занурювалася і піддавалася трансгресії моря з відкладами мілководного осадового чохла карбонатно-теригенного складу (Сахара та схід Аравійського півострова). У середині карбону одночасно з діастрофізмом на півночі в Середземному поясі (Магриб) частина платформи піддавалася деформаціям згину в широтному напрямку. У цей час Сахарсько-Аравійська плита диференціювалася на Північно-Сахарську та Південно-Сахарську зони занурень, Центрально-Сахарську та Гвінейську зони піднять.
У пізньому палеозої та мезозої западини, які виникли в більш ранній період, є ареною накопичення континентальних червоноколірних осадів. У Східно-Сахарській синеклізі відомі потужні евапорити тріасу. У кінці ранньої крейди в околицях Гвінейської затоки виник грабен Бенуе, який відділив Беніно-Нігерійський докембрійський масив від Камерунського. У пізній крейді грабен Бенуе був заповнений морськими осадами. У пониззі Нігеру він з'єднується з Нижньонігерійським грабеном північно-західного простирання і після деякої перерви продовжується в тому ж напрямку грабеном Гао (республіка Малі), який розділяє Ахаггарський та Леоно-Ліберійський масиви. У пізній крейді Північно-Сахарська зона занурень піддалася широкій морській трансгресії. У туроні та ранньому сеноні море проникло в прогин Танезруфт, грабени Гао та Нижньонігерійський. При цьому імовірно виникла протока між Тетісом і новоутвореним Атлантичним океаном.
Південна половина Африки в палеозої та мезозої розвивалася інакше. У палеозої до пізнього карбону вона була областю підняття та розмиву і лише на крайньому півдні в Капській зоні відомі морські відклади ордовика-силуру, девону, нижнього карбону. У пізньому карбоні — початку пермі почалося розколювання платформи з утворенням системи грабенів та прогинів (найкрупніший — синекліза Карру). Ці западини заповнювалися льодовиковими відкладами карбону, вугленосними нижньої пермі, червоноколірними верхньої пермі-тріасу, що і складає так званий комплекс Карру. У кінці тріасу — на початку юри активізувалися вулканічні процеси. У пізній юрі — ранній крейді в екваторіальній Африці формується велика синекліза Конго. У кайнозої вона продовжує прогинатися і заповнюватися континентальними відкладами. Останні дослідження свідчать про льодовий покрив Південної Африки і палеозої.
Африкано-Аравійська платформа з усіх сторін обрамлена зонами периферійних опускань. Їх формування в сучасному вигляді майже завершилося в пізній крейді. Найбільш древній вік мають опускання в районі Середземного моря, а також північно-східна частина Аравійського півострова. Набагато молодші опускання, пов'язані з Атлантичним та Індійським океанами. Північна ділянка Периатлантичної зони розвивається з пізньої юри, трохи молодший вік має південна ділянка цієї зони (на півд. від р. Кунене). Проміжна частина зони занурюється в апті — альбі з виникненням потужної товщі евапоритів. Східна (ближче до Індійського океану і Мозамбіцької протоки) периферійна зона платформи була утворена у вигляді рифту в кінці карбону — початку пермі, що забезпечило проникнення пермських та тріасових трансгресій в область східного узбережжя Африки і західного узбережжя Мадагаскару з утворенням евапоритів у нижній юрі. Починаючи з середньої юри морські умови стали більш стабільними і висхідний розріз периферійної зони включає дуже потужну товщу крейдових і кайнозойських відкладів (Сомалі).
З кінця еоцену — початку олігоцену Африкано-Аравійська платформа інтенсивно піднімається, особливо на сході. Це супроводжується в міоцені виникненням Східно-Африканської рифтової системи (включаючи рифти Червоного моря та Аденської затоки) і спалахом вулканічної діяльності. Виникають стратовулкани: Кенія, Кіліманджаро, Елгон та ін. Тектоно-магматична активізація має місце в неогені і на інших ділянках платформи — масиви Ахаггару, Тібесті, Камеруну, де також проявляється вулканізм. Області занурень і накопичення континентальних відкладів у кайнозої — синеклізи Чад, Конго, Окаванго, Калахарі, утворили меридіональну смугу занурень, яка проходить через центральні райони Екваторіальної та Південної Африки Протягом фанерозою в Африкано-Аравійській платформі відзначалася висока магматична активність, наслідками якої сьогодні є меридіональні ланцюжки кільцевих ультраосновних лужних інтрузій, а також карбонатитів та кімберлітів, в основному пізньопалеозойського, мезозойського та кайнозойського періодів (Алжир, Леоно-Ліберійський масив, плато Джос у Нігерії, в Єгипті, Судані, Кенії, Танзанії).
Крайню північно-західну частину Африки в межах країн Магрибу займає герцинсько-альпійська складчаста область Атласу. Від платформи вона відокремлена зоною Головного Атласького розлому, який простягається від Агадиру до Бізерти. Більша — південна частина Атласької області складена герцинським складчастим комплексом з окремими западинами, виконаними верхньопалеозойською континентальною моласою. У межах Марокканської і Оранської месет цей комплекс або виступає на поверхню, або перекритий малопотужним чохлом тріасових лагунних, юрсько-еоценових морських і олігоцен-четвертинних континентальних відкладів. На південній області — гірська складчаста зона Високого Атласу, що утворилася на місці глибокого прогину, виконаного значно потужнішою товщею тріасу-еоцену і помірно деформована в кінці еоцену. Аналогічна зона північно-східного простягання — Сер. Атлас — розділяє Марокканську й Оранську месети. Уздовж узбережжя Середземного моря тягнеться молода альпійська складчаста система Ер-Рифу і Тель-Атласу, складена карбонатними і флішевими товщами мезозою і палеогену, які утворюють численні тектонічні покривала, переміщені до півдня. Ер-Риф і Тель-Атлас із півдня супроводжуються передовими прогинами, виконаними міоценовою моласою, на яку вони насунені. На крайньому північному заході складчаста зона Ер-Рифу повертає до півночі, утворюючи південний фланг Гібралтарської дуги, північний фланг якої складають Андалуські гори на Іберійському півострові.